# Menahem Schiffer
Menahem Schiffer (hebreu: מנחם שיפר)  (Berlín, 24 de setembre de 1911 - Palo Alto, 11 de novembre de 1997) va ser un físic i matemàtic jueu alemany.
Nascut en una família jueva a Berlín, el 1930 va començar els seus estudis de física a la universitat de Berlín. Quan va començar a fer recerca sota la direcció d'Issai Schur (també jueu), van arribar els nazis al poder i la situació es va fer tan insostenible que va abandonar el seu país per continuar els estudis a la universitat Hebrea de Jerusalem, en la qual es va doctorar el 1939. Els anys següents va ser professor a la universitat Hebrea de Jerusalem, fins que el període 1946-1949 va ser professor de la universitat Harvard. Després d'uns cursos a la universitat de Princeton i a Jerusalem, el 1952 va ser nomenat professor de la universitat Stanford en la qual va romandre fins a la seva jubilació el 1977.
Schiffer va publicar més de 130 articles i monografies, molts d'ells en el camp de l'anàlisi complexa en el qual va fer les seves aportacions més originals.